# Jaume Ferrer

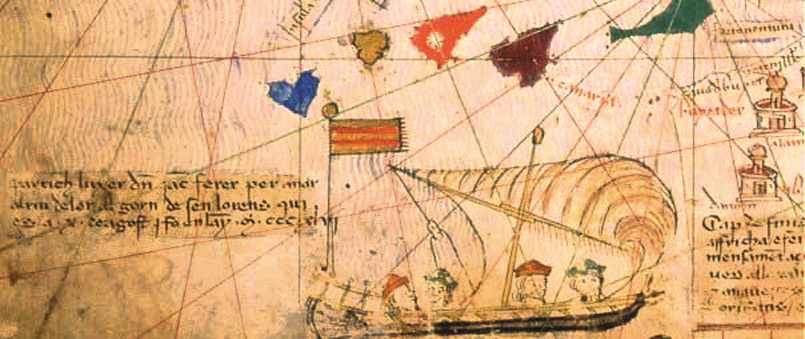
Notiz und Abbildung zur Reise Jaume Ferrers im Katalanischen Weltatlas von 1375

Jaume Ferrer war ein mallorquinischer Entdecker und Kapitän des 14. Jahrhunderts.

## Leben
Er war der Kapitän einer am 10. August 1346 aus dem Hafen von Palma aufgebrochenen Schiffsexpedition. Die Expedition verfolgte das Ziel die Küste Westafrikas und dabei mögliche Goldvorkommen zu erkunden. Ferrer stieß dabei noch vor späteren portugiesischen und genuesischen Expedition bis zur Mündung des Niger vor. Seine Seefahrt ist auf dem 1375 entstandenen Katalanischen Weltatlas vermerkt.
Ferrer fuhr auch als Kapitän auf Handelsschiffen zwischen Mallorca und Häfen in Flandern sowie zu Zielen im Mittelmeer wie Häfen auf Sizilien und Genua.